# 大明顺天国
大明顺天国，简称顺天国。是指1903年由兴中会成员谢缵泰、李纪堂以及原太平天国将领瑛王洪全福共谋在广州起义，成立的一个革命團體。

## 历史
1901年8月14日，谢缵泰、李纪堂和洪全福三人在谢寓会商起义计划：洪全福提议筹饷50万元，召集广东全省洪门兄弟克期大举，并定国号为“大明顺天国”；谢缵泰提议攻占广州后，推举容闳为临时政府大总统；李纪堂答应独力承担全部军调，赠孙中山旅费一万元，“待夺得省城时，即迎中山先生返粤，一切宗旨与兴中会相同”。当即设起义总机关设于香港中環德己立街，总指挥部和各分机关设在广州。洪全福任大明顺天国南粤兴汉大将军，三合会首领梁慕光任总司令，李植生为总参谋。
经过一年多的筹备，计划先在万寿宫埋藏大量炸药，1903年1月28日除夕夜，趁广州群官聚集万寿宫贺年时引爆，之后再占领军火库、焚火药局，内分五路堵清兵，配合东、北江的三合会众夹攻广州。然而，在预定起义的前两三天，有人向香港警厅告密，起义消息走漏。香港警察接获密报，香港总机关遭到查封，搜出了含有军械物资的运送路线、收藏地点、收交人员姓名的信件。与此同时，李纪堂向洋行定购军械，洋行老板因无法如期交货而向衙门告发，而洪全福与梁慕光设法补救而补运的枪械，或被乡人拦截，或遭满清临检察获而全数失手。接着广州各分机关也被清吏破获，革命党人梁幕义、陈学灵等20多人被捕。随着起义的曝光，两广总督德寿展开调查，广州的数个据点皆遭破获。正在香山部署一切的洪全福闻变后割须易服潜逃南洋。东江起义军因不知变故，依期发难，为清军击败。北江起义军则闻讯解散，大明顺天国的起义计划惨告失败。

## 参与分子
大明顺天国参与分子几乎全为基督徒，且大多参与三合会、兴中会。他们因受过西方基督文明的洗礼，渴望以西方文明改造中国。例如被推举政权成立后担任临时大总统的容闳，自幼接受西方基督教育，在美留学，深感美国与中国实况的差异，而兴起以文明（包括基督信仰）改造中国的冲动，大明顺天国以民主为诉求的政权性质，正切合其原本的理想。

## 政权的形式和性质
“大明顺天国”具有强烈反满复汉的意味，同时又有太平天国的影子：“大明”，表示以“复明”为目的；“顺天国”指“顺天应时”，并兼具太平天国“天国”的用法：指人间所建立的神的国度。但其在政权性质上却完全有别于明朝、太平天国专制政权，主张英美的君主立宪和民主共和国的政权，主张还政于民，由人民选举总统，并强调人人平等，欲打破中国官尊民卑的传统。“大明顺天国”的政治主张，与参与份子大多受过西方基督文明的洗礼的背景息息相关．这是中国首次具体提出建立民主政权制度的革命团体。

## 大明國紀年
清朝光緒二十八年（1902年）洪全福準備在廣州起義，起義前所製討滿繳文及安民告示均以大明順天國為國名，紀年用大明國元年，但並未使用。
| 大明國 | 元年   |
| ------ | ------ |
| 西元   | 1902年 |
| 干支   | 壬寅   |